# Fakovići
Fakovići (cyr. Факовићи) – wieś w Bośni i Hercegowinie, w Republice Serbskiej, w gminie Bratunac. W 2013 roku liczyła 101 mieszkańców.